# Travis Barman
Travis Barman är en astronom vid Lowell Observatory. Vid studier av tidigare publicerade mätningar av Hubbleteleskopet och egna teoretiska modeller fann Barman starka bevis för att planeten HD 209458 b har en atmosfär som innehåller vattenånga.